# HTC Touch Diamond2
HTC Touch Diamond2，產品代號Topaz，從名字可以看出是HTC Touch Diamond的升級版，是台灣宏達電公司所推出的智慧型手機，搭載微軟Windows Mobile 6.1，是一種具有3D立體觸控介面（TouchFLO）的手機。2009年2月16日發表。

## 技術規格
- 處理器：Qualcomm MSM7200A 528 MHz
- 作業系統：Windows Mobile 6.1 Professional
- 記憶體：ROM：512MB，RAM：288MB
- 尺寸：107.85mm X 53.1mm X 13.7mm
- 重量：117.5g（含電池）
- 螢幕：WVGA 解析度、3.2 吋 TFT-LCD 平面電阻式觸控螢幕
- 網路：GSM/EDGE/WCDMA/HSDPA/HSUPA
- 藍牙：2.0 with EDR
- GPS：配備GPS及A-GPS
- Wi-Fi：IEEE 802.11 b/g
- 電池：1100mAh充電式鋰或鋰聚合物電池

## 外部連結
- HTC Touch Diamond2 概觀[永久]
- HTC Touch Diamond2 技術規格[永久]